# Armorial de la maison de Lorraine
Cette page donne les armoiries (figures et blasonnements) des princes de la Maison de Lorraine. 

## Chefs de famille
| Figure | Prince et blasonnement |
|        | Ducs de Lorraine de Simon II (v.1140-1207) à Charles II (1364-1431). Celui-ci n'ayant pas de fils, son neveu Antoine de Vaudémont devint le chef de la maison de Lorraine et supprima le lambel d'azur qui marquait son statut de cadet. Comtes de Vaudémont d'Antoine (1400-1458) à Ferry II (1428-1470). Blasonnement : d'or à la bande de gueules chargée de trois alérions d'argent (Lorraine). Il s'agissait originellement de trois aiglettes dont les pattes et le bac s'atrophièrent progressivement pour devenir l'alérion actuel à la fin du XVe siècle. C'est ailleurs de ce siècle que ce terme héraldique date. |
|        | René II (1451-1508) - Armoiries combinant celles de ses deux parents (utilisées jusqu'en 1500). Blasonnement : écartelé, en 1 et 4 d'or à la bande de gueules chargée de trois alérions d'argent (Lorraine) et en 2 et 4 coupé, le chef tiercé en pal d'un fascé de gueules et d'argent de huit pièces (Hongrie), d'azur semé de fleurs de lis d'or et au lambel de gueules (Anjou-Sicile) et d'argent à la croix potencée d'or cantonnée de quatre croisettes du même (Jérusalem) et en pointe parti d'azur semé de fleurs de lis d'or à la bordure de gueules (Anjou) et d'azur semé de croisettes recroisetées au pied fiché d'or et à deux bars adossés du même (Bar) |
|        | Ducs de Lorraine de René II (1451-1508), à partir de 1500, jusqu'à Antoine (1489-1544), vers 1538. Blasonnement : coupé le chef parti de trois traits, en 1 fascé de gueules et d'argent de huit pièces (Hongrie), en 2 d'azur semé de fleurs de lis d'or et au lambel de gueules (Anjou-Sicile), en 3 d'argent à la croix potencée d'or cantonnée de quatre croisettes du même (Jérusalem) et en 4 d'or à quatre pals de gueules (Aragon) et la pointe parti d'azur semé de fleurs de lis d'or à la bordure de gueules (Anjou) et d'azur semé de croisettes recroisetées au pied fiché d'or et à deux bars adossés du même (Bar), sur-le-tout d'or à la bande de gueules chargée de trois alérions d'argent (Lorraine). |
|        | Ducs de Lorraine d'Antoine (1489-1544), vers 1538, à François III (1708-1765), en 1737. Héritées de Philippe de Gueldre (1467-1544), les prétentions lorraines sur les duchés de Gueldre et Juliers se bornèrent à cet ajout héraldique. Blasonnement : coupé d'un trait et parti de trois, en 1 fascé de gueules et d'argent de huit pièces (Hongrie), en 2 d'azur semé de fleurs de lis d'or et au lambel de gueules (Anjou-Sicile), en 3 d'argent à la croix potencée d'or cantonnée de quatre croisettes du même (Jérusalem), en 4 d'or à quatre pals de gueules (Aragon), en 5 d'azur semé de fleurs de lis d'or à la bordure de gueules (Anjou), en 6 d'azur au lion contourné à queue fourchée d’or, armé, lampassé et couronné de gueules (Gueldre), en 7 d'or au lion de sable armé et lampassé de gueules (Juliers) et en 8 d'azur semé de croisettes recroisetées au pied fiché d'or et à deux bars adossés du même (Bar), sur-le-tout d'or à la bande de gueules chargée de trois alérions d'argent (Lorraine).                                                                  |
|        | Grand-duc de Toscane François II (1708-1765), anciennement François III de Lorraine. Pour ses descendants, voir la partie Habsbourg-Lorraine de l'Armorial des Habsbourg. Blasonnement : coupé d'un trait et parti de trois, en 1 fascé de gueules et d'argent de huit pièces (Hongrie), en 2 d'azur semé de fleurs de lis d'or et au lambel de gueules (Anjou-Sicile), en 3 d'argent à la croix potencée d'or cantonnée de quatre croisettes du même (Jérusalem), en 4 d'or à quatre pals de gueules (Aragon), en 5 d'azur semé de fleurs de lis d'or à la bordure de gueules (Anjou), en 6 d'azur au lion contourné à queue fourchée d’or, armé, lampassé et couronné de gueules (Gueldre), en 7 d'or au lion de sable armé et lampassé de gueules (Juliers) et en 8 d'azur semé de croisettes recroisetées au pied fiché d'or et à deux bars adossés du même (Bar), sur-le-tout parti d'or à la bande de gueules chargée de trois alérions d'argent (Lorraine) et d'or à six tourteaux mis en orle, cinq de gueules et celui en chef d'azur chargé de trois fleurs de lis d'or (Toscane). |

## Branches cadettes
| Figure | Prince et blasonnement |
|        | Comtes de Vaudémont du XIe siècle à 1348. Issus de Gérard (v.1057-1108), fils cadet de Gérard d'Alsace (v.1030-1070). Cette lignée se fondit dans la maison de Joinville. Blasonnement : burelé d'argent et de sable de dix pièces (Vaudémont). |
|        | Seigneurs de Deuilly du xiie siècle à 1419. Issus de Geoffroy, fils cadet de Gérard II de Vaudémont. Cette lignée se fondit dans la maison du Châtelet. Blasonnement : burelé d'or et de sable de dix pièces (Deuilly). |
|        | Comtes de Flandre au xiie siècle. Issus de Thierry d'Alsace (v1100-1168), fils cadet de Thierry II de Lorraine, il hérita du comté de Flandre par sa mère Gertrude. Son fils Philippe d'Alsace (v.1143-1191) adopta ces armes léonines qui devinrent emblématique des Flandres. Cette lignée flamande de la maison de Lorraine se fondit rapidement dans celle des comtes de Hainaut. Blasonnement : d'or au lion de sable armé et lampassé de gueules (Flandre). A partir de la seconde moitié du xive siècle, on attribua rétrospectivement aux prédécesseurs de Philippe d'Alsace un écu gironné d'or et d'azur à l'écu de gueules brochant (Flandre ancien). |
|        | Comte de Boulogne sous Mathieu d'Alsace (v1137-1173), fils cadet de Thierry d'Alsace (v1100-1168). Par sa fille Ide (v.1160-1216), ce comté passa à la maison de Dammartin. Blasonnement : d'or à trois tourteaux de gueules (Boulogne) |
|        | Seigneurs de Florange du xiie au xive siècle. Issus de Robert, fils cadet de Simon Ier de Lorraine (v.1076-1139). Cette lignée se fondit dans les maisons de Lenoncourt et de Chambley. Blasonnement : d'or au lion de sable armé et lampassé de gueules et à la bordure du même (Florange). |
|        | Comtes de Toul au xiiie siècle. Issus de Mathieu, fils cadet de Mathieu I de Lorraine (v.1110-1176), qui devint comte de Toul par son épouse Béatrice de Dampierre. Endetté, son petit-fils Eudes vendit le comté en 1261. Blasonnement : le sceau du comte Eudes montre un lion mais les émaux sont inconnus. |
|        | Seigneurs de Montreux en Ferrette du xiiie au xvie siècle. Issus de Robert, fils cadet du comte Ferry de Toul, qui hérita de ce fief par sa mère Agnès de Ferrette. Blasonnement : d'or au lion de sable lampassé de gueules et à la bordure engrelée du même (Montreux). |
|        | comtes de Vaudémont de 1393 à 1473 d'or à la bande de gueules chargée de trois alérions d'argent, brisé d'un lambel d'azur. |
|        | ducs de Guise coupé et parti en 3, au premier fascé de gueules et d'argent, au second d'azur semé de lys d'or et au lambel de gueules, au troisième d'argent à la croix potencée d'or, cantonnée de quatre croisettes du même, au quatrième d'or aux quatre pals de gueules au cinquième parti d'azur semé de lys d'or et à la bordure de gueules, au sixième d'azur au lion contourné d'or, armé, lampassé et couronné de gueules, au septième d'or au lion de sable armé et lampassé de gueules, au huitième d'azur semé de croisettes d'or et aux deux bar d'or. Sur le tout d'or à la bande de gueules chargé de trois alérions d'argent le tout brisé d'un lambel de gueules. |
|        | Claude II de Lorraine (1496-1550), comte d'Aumale, comte de Guise, baron d'Elbeuf, de Mayenne et de Joinville, puis marquis de Mayenne, puis duc de Guise et pair de France, seigneur de Saint-Dizier, chevalier de Saint-Michel écartelé, en 1 et 4 coupé et parti en 3, au premier fascé de gueules et d'argent, au second d'azur semé de lys d'or et au lambel de gueules, au troisième d'argent à la croix potencée d'or, cantonnée de quatre croisettes du même, au quatrième d'or aux quatre pals de gueules au cinquième parti d'azur semé de lys d'or et à la bordure de gueules, au sixième d'azur au lion contourné d'or, armé, lampassé et couronné de gueules, au septième d'or au lion de sable armé et lampassé de gueules, au huitième d'azur semé de croisettes d'or et aux deux bar d'or. Sur le tout d'or à la bande de gueules chargé de trois alérions d'argent le tout brisé d'un lambel et d'une bordure de gueules ; et en 2 et 4 d'azur aux trois fleurs de lys d'or et au bâton péri de gueules. On trouve sur la façade de l'auditoire de Joinville : Accolé de Lorraine et de Bourbon. Il était fils de Claude Ier de Lorraine, duc de Guise et d'Antoinette de Bourbon-Vendôme. |
|        | ducs de Mayenne écartelé, en 1 et 4 : coupé et parti en 3, au premier fascé de gueules et d'argent, au second d'azur semé de lys d'or et au lambel de gueules, au troisième d'argent à la croix potencée d'or, cantonnée de quatre croisettes du même, au quatrième d'or aux quatre pals de gueules au cinquième parti d'azur semé de lys d'or et à la bourdure de gueules, au sixième d'azur au lion contourné d'or, armé, lampassé et couronné de gueules, au septième d'or au lion de sable armé et lampassé de gueules, au huitième d'azur semé de croisettes d'or et aux deux bar d'or. Sur le tout d'or à la bande de gueules chargé de trois alérions d'argent le tout brisé d'un lambel de gueules ; en 2 et 3 contre-écartelé en 1 et 4 d'azur, à l'aigle d'argent, becquée, languée et couronnée d'or et en 2 et 3 d'azur, à trois fleurs de lys d'or, à la bordure endentée de gueules et d'or. |
|        | ducs d'Aumale écartelé, en 1 et 4 coupé et parti en 3, au premier fascé de gueules et d'argent, au second d'azur semé de lys d'or et au lambel de gueules, au troisième d'argent à la croix potencée d'or, cantonnée de quatre croisettes du même, au quatrième d'or aux quatre pals de gueules au cinquième parti d'azur semé de lys d'or et à la bourdure de gueules, au sixième d'azur au lion contourné d'or, armé, lampassé et couronné de gueules, au septième d'or au lion de sable armé et lampassé de gueules, au huitième d'azur semé de croisettes d'or et aux deux bar d'or. Sur le tout d'or à la bande de gueules chargé de trois alérions d'argent le tout brisé d'un lambel et d'une bordure de gueules ; et en 2 et 4 d'azur aux trois fleurs de lys d'or et au baton péri de gueules. |
|        | marquis et ducs d'Elbeuf coupé et parti en 3, au premier fascé de gueules et d'argent, au second d'azur semé de lys d'or et au lambel de gueules, au troisième d'argent à la croix potencée d'or, cantonnée de quatre croisettes du même, au quatrième d'or aux quatre pals de gueules au cinquième parti d'azur semé de lys d'or et à la bourdure de gueules, au sixième d'azur au lion contourné d'or, armé, lampassé et couronné de gueules, au septième d'or au lion de sable armé et lampassé de gueules, au huitième d'azur semé de croisettes d'or et aux deux bar d'or. Sur le tout d'or à la bande de gueules chargé de trois alérions d'argent le tout brisé d'un lambel de gueules et d'une bordure de gueules. |
|        | comtes d'Harcourt coupé et parti en 3, au premier fascé de gueules et d'argent, au second d'azur semé de lys d'or et au lambel de gueules, au troisième d'argent à la croix potencée d'or, cantonnée de quatre croisettes du même, au quatrième d'or aux quatre pals de gueules au cinquième parti d'azur semé de lys d'or et à la bourdure de gueules, au sixième d'azur au lion contourné d'or, armé, lampassé et couronné de gueules, au septième d'or au lion de sable armé et lampassé de gueules, au huitième d'azur semé de croisettes d'or et aux deux bar d'or. Sur le tout d'or à la bande de gueules chargé de trois alérions d'argent le tout brisé d'un lambel de gueules et d'une bordure de gueules chargée de huit besans d'or. |
|        | ducs de Mercœur coupé et parti en 3, au premier fascé de gueules et d'argent, au second d'azur semé de lys d'or et au lambel de gueules, au troisième d'argent à la croix potencée d'or, cantonnée de quatre croisettes du même, au quatrième d'or aux quatre pals de gueules au cinquième parti d'azur semé de lys d'or et à la bourdure de gueules, au sixième d'azur au lion contourné d'or, armé, lampassé et couronné de gueules, au septième d'or au lion de sable armé et lampassé de gueules, au huitième d'azur semé de croisettes d'or et aux deux bar d'or. Sur le tout d'or à la bande de gueules chargé de trois alérions d'argent le tout brisé d'un lambel d'azur. |
|        | Louise de Lorraine (1553 † 1601), fille de Nicolas, duc de Mercœur, mariée en 1575 à Henri III (1551 † 1589), roi de France mi-parti de France, qui est d'azur aux trois fleurs de lys d'or et de Lorraine, qui est coupé et parti en 3, au premier fascé de gueules et d'argent, au second d'azur semé de lys d'or et au lambel de gueules, au troisième d'argent à la croix potencée d'or, cantonnée de quatre croisettes du même, au quatrième d'or aux quatre pals de gueules au cinquième parti d'azur semé de lys d'or et à la bourdure de gueules, au sixième d'azur au lion contourné d'or, armé, lampassé et couronné de gueules, au septième d'or au lion de sable armé et lampassé de gueules, au huitième d'azur semé de croisettes d'or et aux deux bar d'or. Sur le tout d'or à la bande de gueules chargé de trois alérions d'argent. |
|        | ducs de Chevreuse Ecartelé : au I et au IV coupé et parti en 3, au premier fascé de gueules et d'argent, au second d'azur semé de lys d'or et au lambel de gueules, au troisième d'argent à la croix potencée d'or, cantonnée de quatre croisettes du même, au quatrième d'or aux quatre pals de gueules au cinquième parti d'azur semé de lys d'or et à la bourdure de gueules, au sixième d'azur au lion contourné d'or, armé, lampassé et couronné de gueules, au septième d'or au lion de sable armé et lampassé de gueules, au huitième d'azur semé de croisettes d'or et aux deux bar d'or. Sur le tout d'or à la bande de gueules chargé de trois alérions d'argent le tout brisé d'un lambel de gueules ; au II et au III contre-écartelé 1 et 4, parti de gueules, à l'écusson d'argent, aux rais d'escarboucle d'or, brochantes sur le tout et d'or à la fasce échiquetée de gueules et d'argent de trois tires et 2 et 3 d'azur à trois fleurs de lys d'or à la bordure componée d'argent et de gueules. |

## Ecclésiastiques
| Figure | Nom du prélat et blasonnement |
|        | Jean de Lorraine (1498-1550), créé cardinal en 1518 par Léon X. Coupé et parti en 3, au premier fascé de gueules et d'argent, au second d'azur semé de lys d'or et au lambel de gueules, au troisième d'argent à la croix potencée d'or, cantonnée de quatre croisettes du même, au quatrième d'or aux quatre pals de gueules au cinquième parti d'azur semé de lys d'or et à la bordure de gueules, au sixième d'azur au lion contourné d'or, armé, lampassé et couronné de gueules, au septième d'or au lion de sable armé et lampassé de gueules, au huitième d'azur semé de croisettes d'or et aux deux bar d'or. Sur le tout d'or à la bande de gueules chargé de trois alérions d'argent. |
|        | Charles de Lorraine-Guise (1524-1574), créé cardinal en 1547 par Paul III, dit le cardinal de Guise, puis cardinal de Lorraine en 1550, archevêque-duc de Reims et pair de France, duc de Chevreuse De Lorraine-GuiseCoupé et parti en 3, au premier fascé de gueules et d'argent, au second d'azur semé de lys d'or et au lambel de gueules, au troisième d'argent à la croix potencée d'or, cantonnée de quatre croisettes du même, au quatrième d'or aux quatre pals de gueules au cinquième parti d'azur semé de lys d'or et à la bourdure de gueules, au sixième d'azur au lion contourné d'or, armé, lampassé et couronné de gueules, au septième d'or au lion de sable armé et lampassé de gueules, au huitième d'azur semé de croisettes d'or et aux deux bar d'or. Sur le tout d'or à la bande de gueules chargé de trois alérions d'argent au lambel de gueules brochant sur le tout. |
|        | Louis Ier de Lorraine-Guise (1527-1578), évêque de Troyes, évêque d'Albi, archevêque de Sens, prince-évêque de Metz, cardinal De Lorraine-Guise. |
|        | Louis II de Lorraine-Guise (1555-1588), cardinal, archevêque-duc de Reims et pair de France, commandeur du Saint-Esprit (reçu le 31 décembre 1579) De Lorraine-Guise., |
|        | Charles II de Lorraine-Vaudémont (1561-1587), cardinal de Vaudemont, évêque et comte de Toul, commandeur du Saint-Esprit (reçu le 31 décembre 1583) De Lorraine-MercœurCoupé et parti en 3, au premier fascé de gueules et d'argent (qui est de Hongrie), au second d'azur semé de lys d'or et au lambel de gueules (qui est d'Anjou ancien ou de Naples), au troisième d'argent à la croix potencée d'or, cantonnée de quatre croisettes du même (qui est de Jérusalem), au quatrième d'or aux quatre pals de gueules (qui est d'Aragon), au cinquième parti d'azur semé de lys d'or et à la bourdure de gueules (qui est d'Anjou moderne), au sixième d'azur au lion contourné d'or, armé, lampassé et couronné de gueules (qui est de Gueldre), au septième d'or au lion de sable armé et lampassé de gueules (qui est de Gueldre), au huitième d'azur semé de croisettes d'or et aux deux bar d'or (qui est de Bar). Sur le tout d'or à la bande de gueules chargé de trois alérions d'argent (qui est de Lorraine). Le tout brisé d'un lambel d'azur.                                                            |
|        | Charles III de Lorraine-Vaudémont, cardinal de Lorraine, prince-évêque de Metz et de Strasbourg : écartelé, au I d'argent à la bande de gueules (Strasbourg), au II et III, 4 rois sur 4 ducs (coupé et parti en 3, au premier fascé de gueules et d'argent (royaume de Hongrie), au second d'azur semé de lys d'or et au lambel de gueules (royaume de Naples), au troisième d'argent à la croix potencée d'or, cantonnée de quatre croisettes du même (royaume de Jérusalem), au quatrième d'or aux quatre pals de gueules (royaume d'Aragon) au cinquième parti d'azur semé de lys d'or et à la bordure de gueules (duché d'Anjou-Valois), au sixième d'azur au lion contourné d'or, armé, lampassé et couronné de gueules (duché de Gueldre), au septième d'or au lion de sable armé et lampassé de gueules (duché de Juliers), au huitième d'azur semé de croisettes d'or et aux deux bar d'or (duché de Bar), au IV de gueules à la bande d’argent côtoyée de deux cotices fleuronnées du même (Basse Alsace) ; sur le tout d'or à la bande de gueules chargée de trois alérions d'argent (Maison de Lorraine). |
|        | Louis III de Lorraine-Guise (1575-1621), cardinal, archevêque-duc de Reims et pair de France, De Lorraine-Guise. |
|        | Nicolas-François de Lorraine (1609-1670), créé cardinal en 1626 par Urbain VIII, évêque-comte de Toul, puis duc de Lorraine et duc de Bar Coupé et parti en 3, au premier fascé de gueules et d'argent, au second d'azur semé de lys d'or et au lambel de gueules, au troisième d'argent à la croix potencée d'or, cantonnée de quatre croisettes du même, au quatrième d'or aux quatre pals de gueules au cinquième parti d'azur semé de lys d'or et à la bordure de gueules, au sixième d'azur au lion contourné d'or, armé, lampassé et couronné de gueules, au septième d'or au lion de sable armé et lampassé de gueules, au huitième d'azur semé de croisettes d'or et aux deux bar d'or. Sur le tout d'or à la bande de gueules chargé de trois alérions d'argent. |